# Eudesmus grisescens
Eudesmus grisescens là một loài bọ cánh cứng trong họ Cerambycidae.